# Längsbandad strimmätare
Längsbandad strimmätare (Horisme vitalbata) är en fjärilsart som beskrevs av Ignaz Schiffermüller 1775. Längsbandad strimmätare ingår i släktet Horisme och familjen mätare. Enligt den svenska rödlistan är arten nära hotad i Sverige. Arten förekommer på Gotland och Öland. Artens livsmiljö är jordbrukslandskap. Inga underarter finns listade i Catalogue of Life.

## Bildgalleri

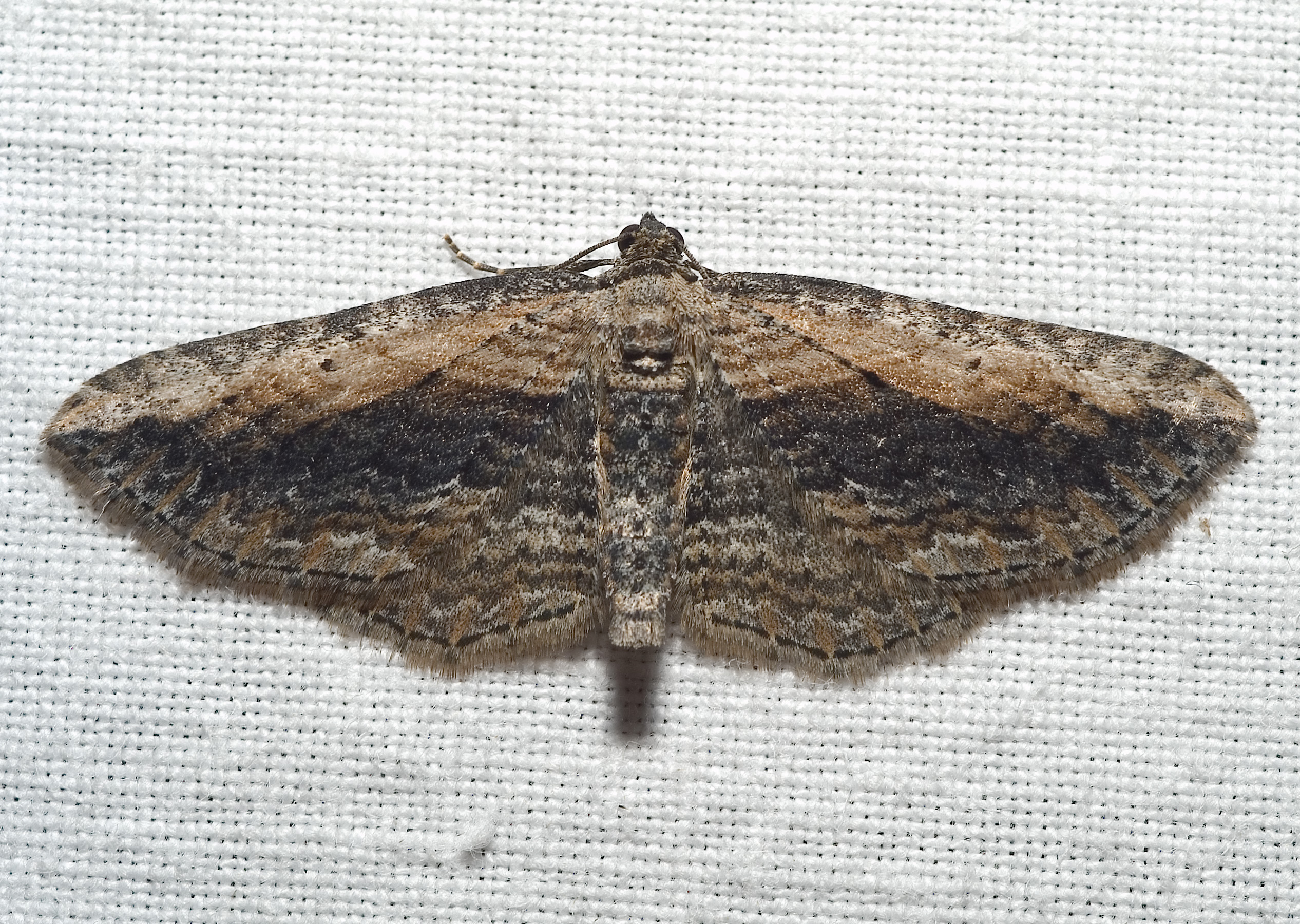
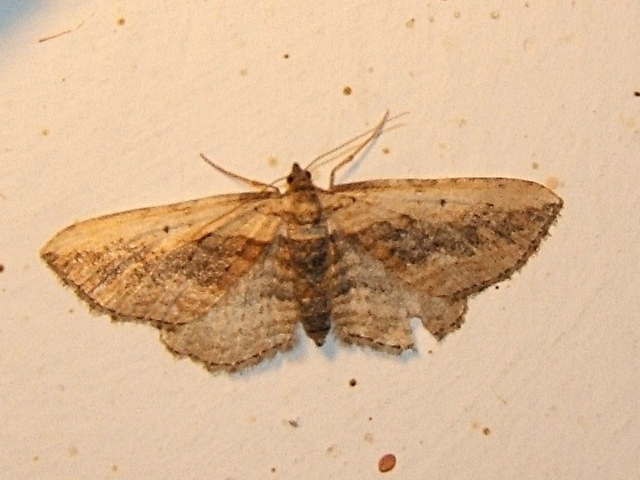
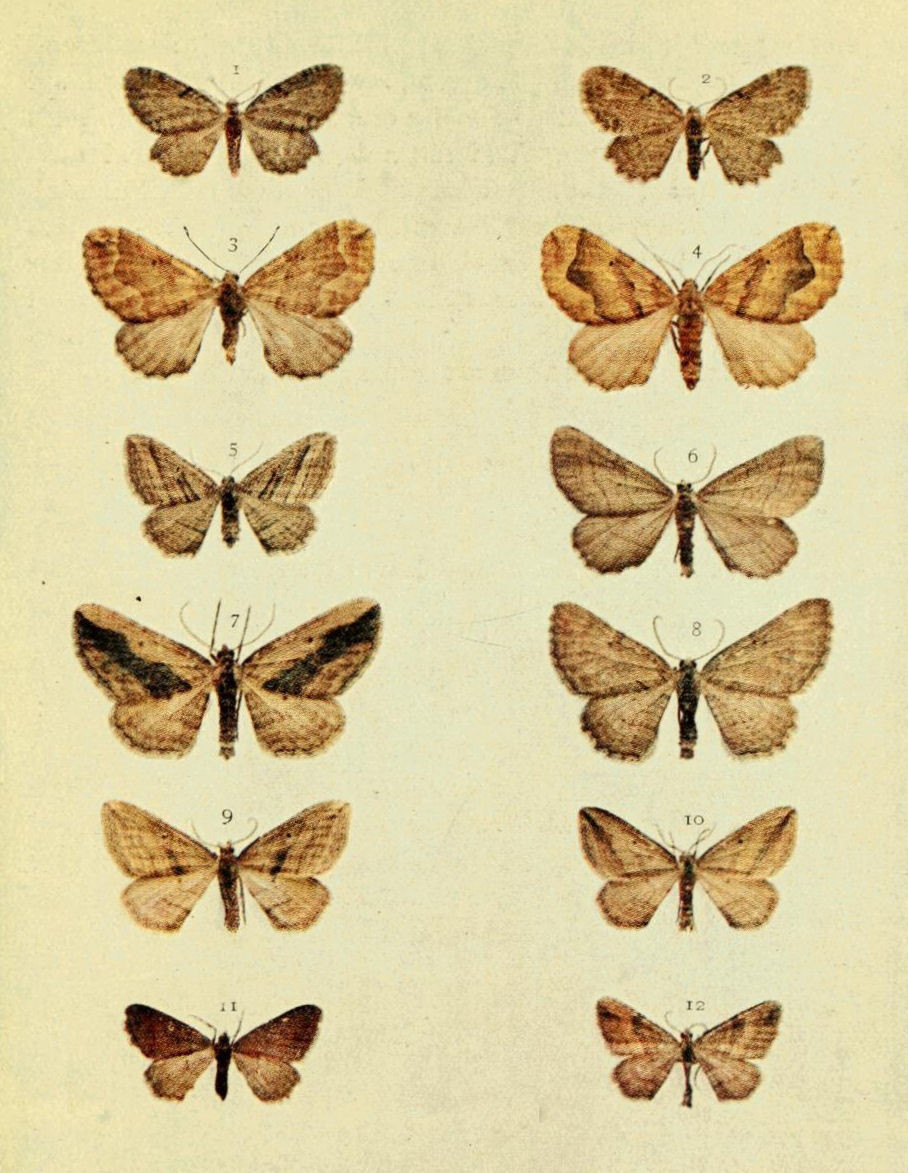